# Halticus
Halticus is een geslacht van wantsen uit de familie blindwantsen. Het geslacht werd voor het eerst wetenschappelijk beschreven door Carl Wilhelm Hahn in 1832 .

## Soorten
Het genus bevat de volgende soorten:

- Halticus apterus (Linnaeus, 1758)
- Halticus asperulus Horvath, 1898
- Halticus beganus Linnavuori, 1984
- Halticus bractatus (Say, 1832)
- Halticus chrysolepis Kirkaldy, 1904
- Halticus darbandikhaus Linnavuori, 1984
- Halticus henschii Reuter, 1888
- Halticus insularis Usinger, 1946
- Halticus intermedius Uhler, 1904
- Halticus luteicollis (Panzer, 1804)
- Halticus macrocephalus Fieber, 1858
- Halticus major Wagner, 1951
- Halticus minutus Reuter, 1885
- Halticus obscurior Kerzhner and Muminov, 1974
- Halticus puncticollis Fieber, 1870
- Halticus pusillus (Herrich-Schaeffer, 1835)
- Halticus rugosus Reuter, 1894
- Halticus saltator (Geoffroy, 1785)
- Halticus tibialis Reuter, 1891